# Піраміда (геометрія)

Неправильна шестигранна піраміда.

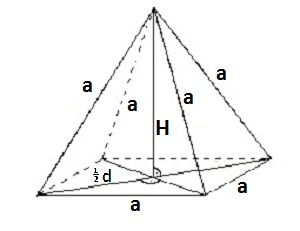
Елементи піраміди.

Пірамі́да (від грец. πυραμίς, род. відм. πῡρᾰμῐ́δος) — багатогранник, який складається з плоского багатокутника і точки (яка не лежить у площині основи) та всіх відрізків, що сполучають вершину піраміди з точками основи. Відрізки, що сполучають вершину піраміди з вершинами основи, називаються бічними ребрами. Піраміда буває тупокутною (якщо який-небудь двогранний кут між бічною гранню і основою більше 90 градусів) і гострокутною. 
Пряма піраміда це піраміда із вершиною, яка розміщена прямо над центром її основи. Не правильні піраміди називають похиленими пірамідами. Правильна піраміда має в основі правильний многокутник.

## Опис
Поверхня піраміди складається з основи і бічних граней. Кожна бічна грань — трикутник. Однією з його вершин є вершина піраміди, а протилежною стороною — сторона основи піраміди.
Висотою піраміди є перпендикуляр, опущений з вершини піраміди на площину основи.
Піраміда називається n-кутною, якщо її основою є n-кутник. Для трикутної піраміди існує власна назва — чотиригранник.
Надалі розглядатимемо лише піраміди з опуклим багатокутником в основі. Такі піраміди називаються опуклими многогранниками.
Правильна піраміда (довершена) — якщо її основою є правильний багатокутник, центр якого збігається з основою висоти піраміди. Бічна поверхня правильної піраміди дорівнює добутку півпериметра основи на апофему.
Вісь правильної піраміди — пряма, яка містить її висоту. У правильній піраміді бічні ребра рівні між собою, а бічні грані — рівні рівнобедрені трикутники.
Висота бічної грані правильної піраміди, проведена з її вершини, називається апофемою. Бічною поверхнею піраміди називається сума площ її бічних граней.

## Формули
- Площа бічної поверхні правильної піраміди дорівнює добутку половини периметра (півпериметру) основи на апофему:
 {\displaystyle S_{b}={\frac {1}{2}}pl={\frac {n}{2}}b^{2}\sin \alpha },
де P — периметр, l — апофема, n — число сторін основи, b — бічне ребро, {\displaystyle \alpha } — кут при вершині піраміди
- Об'єм піраміди дорівнює одній третій добутку площі її основи S на висоту h:
 {\displaystyle V={\frac {1}{3}}Sh}

## Особливі випадки піраміди

### Правильна піраміда
Піраміда називається правильною, якщо основою її є правильний багатокутник, а вершина проєктується в центр основи.
Тоді вона має такі властивості:
- Бічні ребра правильної піраміди рівні;
- В правильній піраміді всі бічні грані — конгруентні трикутники;
- В будь-яку правильну піраміду можна як вписати, так і описати навколо неї сферу;
- Якщо центри вписаної і описаної сфери збігаються, то сума плоских кутів при вершині піраміди дорівнює {\displaystyle \pi }, а кожен з них відповідно {\displaystyle {\frac {\pi }{n}}}, де {\displaystyle n} — кількість сторін багатокутника основи[3];
- Площа бічної поверхні правильної піраміди дорівнює половині добутку периметра основи на апофему.
- Тілесний кут при вершині правильної n-кутної піраміди[4]

{\displaystyle \Omega =2\pi -2n\cdot \arcsin \left({\frac {2H\cdot \sin \left({\frac {\pi }{n}}\right)}{4H^{2}+a^{2}\cdot \left(\cot \left({\frac {\pi }{n}}\right)\right)^{2}}}\right)}

### Прямокутна піраміда
Піраміда називається прямокутною, якщо одне з бічних ребер піраміди перпендикулярне основі. В даному випадку, це ребро і є висотою піраміди.

### Тетраедр
Тетраедром називається трикутна піраміда. У тетраедра кожна з граней може бути прийнята за основу піраміди. Крім того, існує велика різниця між поняттями «правильна трикутна піраміда» і «правильний тетраедр». Правильна трикутна піраміда — це піраміда з правильним трикутником в основі (межі ж повинні бути рівнобокими трикутниками). Правильним тетраедром є тетраедр, у якого всі грані є рівносторонніми трикутниками.

## Властивості
Такі три твердження є еквівалентними:
1. Бічні ребра піраміди рівні;
2. Бічні ребра піраміди нахилені до площини її основи під рівними кутами;
3. Проєкція вершини піраміди на площину її основи збігається з центром кола, описаного навколо основи.

Такі три твердження також є еквівалентними:
1. Вершина піраміди рівновіддалена від усіх сторін її основи;
2. Двогранні кути при основі піраміди рівні;
3. Вершина піраміди проєктується до центру кола, вписаного в її основу.

Зрізана піраміда утворена пірамідою та площиною, яка паралельна до основи піраміди та перетинає її, відтинаючи подібну піраміду.